# Lijst van brutoformules C60-C99
Dit lemma is een onderdeel van de lijst van brutoformules met 60 tot en met 99 koolstofatomen.

## C60-C69
| Brutoformule                            | Naam                 |
| --------------------------------------- | -------------------- |
| {\displaystyle {\ce {C60}}}             | Buckminsterfullereen |
| {\displaystyle {\ce {C60Ar}}}           | Argonfullereen       |
| {\displaystyle {\ce {C60He}}}           | Heliumfullereen      |
| {\displaystyle {\ce {C60O}}}            | Fullereenmonoxide    |
| {\displaystyle {\ce {C60O2}}}           | Fullereendioxide     |
| {\displaystyle {\ce {C60O3}}}           | Fullereentrioxide    |
| {\displaystyle {\ce {C60H114O8}}}       | Sorbitaantristearaat |
| {\displaystyle {\ce {C62H89CoN13O15P}}} | Hydroxocobalamine    |
| {\displaystyle {\ce {C62H111N11O12}}}   | Ciclosporine         |
| {\displaystyle {\ce {C63H88CoN14O14P}}} | Cyanocobalamine      |
| {\displaystyle {\ce {C63H91CoN13O14P}}} | Methylcobalamine     |
| {\displaystyle {\ce {C64H124O26}}}      | Polysorbaat 80       |
| {\displaystyle {\ce {C66H70MgN4O6}}}    | Chlorofyl B          |
| {\displaystyle {\ce {C66H72MgN4O5}}}    | Chlorofyl A          |
| {\displaystyle {\ce {C66H75Cl2N9O26}}}  | Vancomycine          |
| {\displaystyle {\ce {C66H103N17O16S}}}  | Bacitracine          |

## C70-C79
| Brutoformule                             | Naam                                  |
| ---------------------------------------- | ------------------------------------- |
| {\displaystyle {\ce {C71H110N24O18S}}}   | Bombesine                             |
| {\displaystyle {\ce {C72H60P4Pd}}}       | Tetrakis(trifenylfosfine)palladium(0) |
| {\displaystyle {\ce {C72H100CoN18O17P}}} | Adenosylcobalamine                    |
| {\displaystyle {\ce {C72H112O48S8}}}     | Sugammadex                            |
| {\displaystyle {\ce {C78H121N21O20}}}    | Neurotensine                          |
| {\displaystyle {\ce {C78H150O3}}}        | Mycolzuur                             |

## C80-C89
| Brutoformule                            | Naam         |
| --------------------------------------- | ------------ |
| {\displaystyle {\ce {C82H103ClN18O16}}} | Degarelix    |
| {\displaystyle {\ce {C86H172O6}}}       | Caldarchaeol |